# Gusto

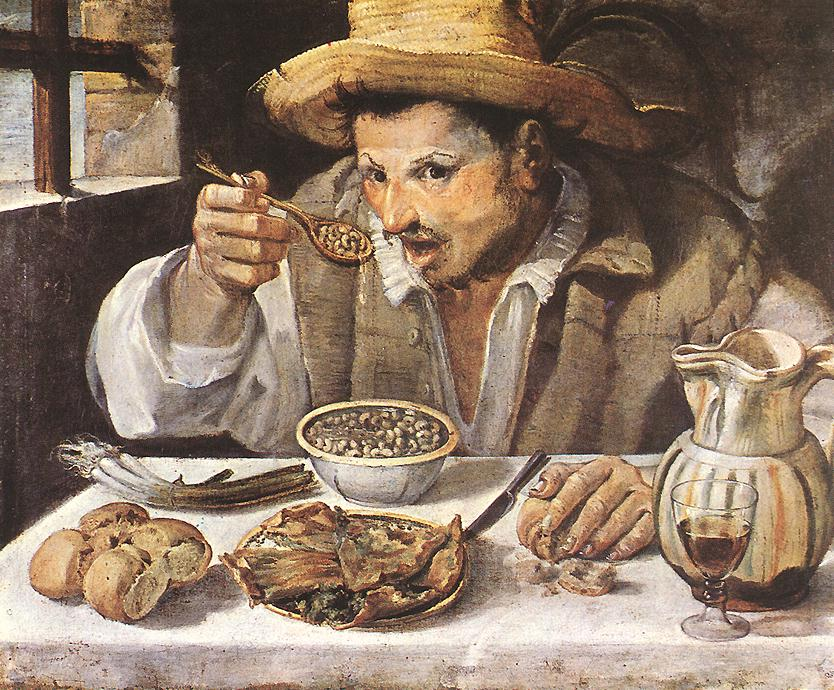
Il Mangiafagioli, di Annibale Carracci (1584/85, Palazzo Colonna, Roma), allegoria del gusto nelle iconografie dedicate ai cinque sensi.

Il gusto è uno dei cinque sensi, i cui recettori sono le gemme gustative presenti nelle papille gustative della lingua, nel palato molle, nella faringe, nelle guance e nell'epiglottide. Il gusto dipende dalla percezione sinergica di cinque gusti fondamentali: dolce, acido, salato, amaro e umami; alcune ricerche suggeriscono inoltre l'esistenza di un sesto e un settimo gusto fondamentali, associati al fritto e al grasso.
In ambito specialistico, alcuni autori o scuole di pensiero distinguono tra gusto e sapore. In questi casi, i sapori sono quelli qui citati (i 5 fondamentali) mentre il gusto è una combinazione di sapore, aroma, tatto, ovvero il flavour. Infatti, il gusto degli alimenti è dato dal sapore in senso stretto, combinato con altre sensazioni percepite negli organi di senso, come l'aroma, la consistenza, la temperatura, le sensazioni tattili come, ad esempio, il piccante, il rinfrescante (come nel mentolo) o l'astringenza. Invece, nel linguaggio comune ci si riferisce al gusto di un alimento come al suo sapore.
In realtà, in fisiologia la corretta distinzione è:
- gusto => l'organo di senso (come la vista, l'olfatto, l'udito, il tatto);
- sapore => la caratteristica sensoriale di tipo gustativo (dolce, salato, acido, amaro e gli altri recentemente scoperti).

Infatti, per delineare l'insieme delle caratteristiche valutate attraverso il senso del gusto occorrerebbe utilizzare non il termine "gusto" (per evitare malintesi) ma perifrasi di tipo "percezioni saporifere, tattili e aromatiche (valutate con il gusto)".
Gli appassionati del gusto possono partecipare agli eventi di degustazione alimentare e specializzarsi per poter effettuare l'esame organolettico degli alimenti. Per alcune sostanze, anche i suoni o la conformazione geometrico/meccanica, rilevati durante l'assaggio, sono rilevanti (basti pensare alle patatine fritte o una caramella o una bevanda frizzante).
Quando un alimento o sostanza ha un gusto gradevole può essere definito palatabile, mentre con palatabilità si definisce la gradevolezza del gusto di tale alimento o sostanza.
In senso metaforico, con il termine gusto oltre l'insieme dei caratteri estetici soggettivi di un individuo o di un gruppo sociale.

## Anatomia

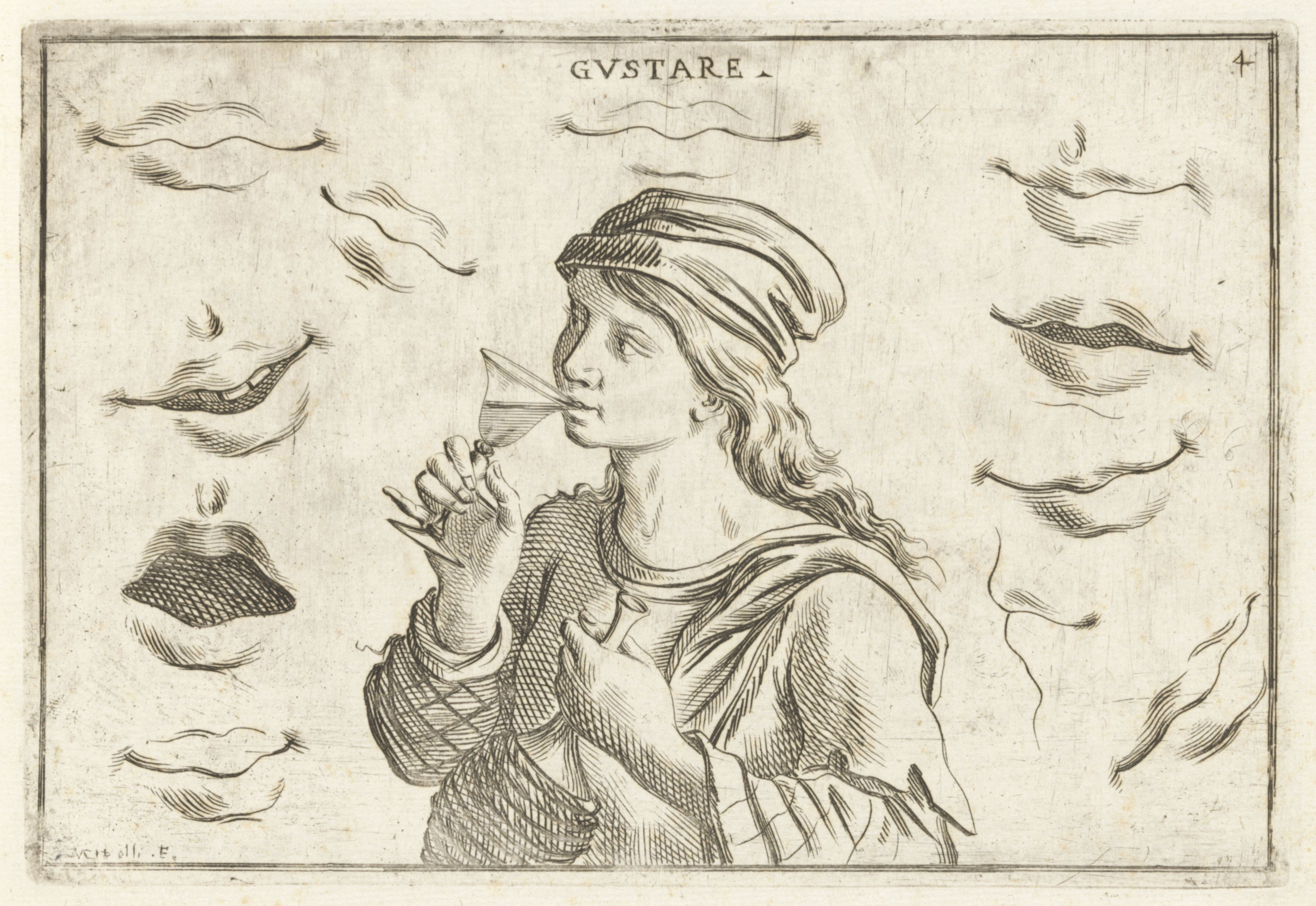
Il senso del gusto in una stampa del Settecento di Giuseppe Maria Mitelli, su disegno di Agostino Mitelli (coll. Rijksmuseum)

L'organo deputato alla sensibilità gustativa è la lingua, in particolare la mucosa che ricopre la sua superficie dorsale. 
La mucosa della lingua è formata di rivestimento pavimentoso stratificato, che risulta cheratinizzato presso l'apice della lingua e non cheratinizzato posteriormente. Al di sotto di esso vi è la lamina propria della mucosa, costituita da tessuto connettivo fibroso denso, ricco di vasi sanguigni e nervi. La lingua non possiede una sottomucosa, ma la mucosa è direttamente a contatto con i muscoli linguali. 
Sulla mucosa dorsale della lingua si distinguono al microscopio (e alcune anche ad occhio nudo) quattro tipi di papille, ovvero proiezioni della mucosa linguale: le papille filiformi, le fungiformi, le foliate e le circumvallate. Contengono tutte calici gustativi tranne le papille filiformi. 
Le papilla filiformi sono le più piccole e numerose della lingua, sono proiezioni di forma allungata (descritta come conica o cilindrica) disposte in direzione antero-laterale, parallela al solco terminale, che divide la porzione orale dalla porzione faringea della lingua. Strutturalmente sono escrescenze della lamina propria, contengono quindi un nucleo centrale di tessuto connettivo fibroso denso e sono ricoperte da tessuto epiteliale pavimentoso cheratinizzato. Sebbene non contengano calici gustativi, il loro numero e la ruvidità che conferiscono alla lingua permette di intrappolare piccoli frammenti del cibo ingerito, facilitandone così sia la distribuzione agli altri tipi di papille che conferiscono la sensibilità gustativa, sia a spingerlo verso la faringe sotto forma di bolo alimentare. 
Le papille fungiformi si trovano esclusivamente nella porzione orale della lingua, particolarmente ai margini della mucosa dorsale e sono visibili ad occhio nudo come piccoli punti tondeggianti di colore rosso. Strutturalmente sono formazioni cilindriche di tessuto connettivo denso ricoperto da epitelio pavimentoso non cheratinizzato. La lamina propria compresa nel loro "nucleo" è molto vascolarizzata. Possiedono sulla superficie apicale alcuni calici gustativi.
Le papille foliate sono delle pieghe mucose di colore rosso, ben visibili anche ad occhio nudo, anch'esse costituite centralmente da connettivo fibroso denso ricoperto da epitelio pavimentoso non cheratinizzato. Si trovano ai lati della mucosa dorsale della lingua, dietro il solco terminale, quindi nella porzione faringea della lingua. Il loro epitelio contiene circa 3 calici gustativi per papilla. 
Le papille circumvallate sono le più voluminose, sono strutture cilindriche schiacciate di 1-2 mm di diametro, che si trovano appena davanti al solco terminale e formano una fila che segue il suo bordo a "V"; il loro numero varia da 8 a 12. La papilla vera e propria è circondata da un solco circolare il quale si approfonda in direzione infero-mediale rispetto alla papilla e che la separa da un rilievo circolare della mucosa, il vallo. A causa dell'andamento del solco, la papilla circumvallata è più stretta alla base che all'apice. I calici gustativi sono numerosi (circa 100 per papilla) e si trovano nelle pareti laterali che guardano verso il solco, mentre alla base del solco sboccano le ghiandole di Von Ebner. 
Il calice gustativo è una struttura cilindrica di 70 μm × 40 μm provvista di un poro gustativo e di un canale centrale descritta come "bottone gustativo" contenuta nell'epitelio e formata da un numero variabile da 50 a 150 cellule fusiformi. È isolato dalla lamina propria da una lamina basale. Gli assoni afferenti perforano la lamina basale e si spiralizzano attorno a ciascuna cellula sensitiva del bottone gustativo. In ogni bottone gustativo è possibile identificare quattro tipologie cellulari: le cellule chiare, scure, intermedie e le cellule basali. 
Le cellule basali sono cellule staminali che prendono parte al rapido turnover delle cellule del bottone gustativo, mentre le altre tipologie cellulari si pensa siano tre diversi stati di sviluppo della cellula gustativa. Altri autori credono siano elementi appartenenti a linee cellulari diverse. 
Uno studio del 2010 suggerisce la presenza di recettori dell'amaro anche nei tessuti bronchiali; responsabili di un effetto broncodilatatore causato dall'inalazione di sostanze amare.

Gemma gustativa

Le molecole costituenti il cibo (o altro) entrate nella cavità orale vengono intrappolate dalla lingua e alcune riescono a penetrare nel poro gustativo di un bottone gustativo. Qui si legano a recettori presenti sulle cellule gustative che a loro volta, tramite trasduzione, generano un potenziale d'azione che viaggia attraverso le ramificazioni di uno dei tre nervi craniali responsabili del gusto ovvero il nervo intermedio del facciale (VII), il nervo glossofaringeo (IX) o il nervo vago (X).

### Distribuzione della percezione dei sapori
A differenza di quanto si credeva un tempo, la percezione dei sapori è distribuita indifferentemente in tutta la lingua e anche in altre zone della bocca, quali l'epiglottide e il palato molle.
L'origine della credenza dell'esistenza di una "mappa dei sapori" o "del gusto" è l'articolo tedesco del 1901 Zur Psychophysik des Geschmackssinnes (Sulla psicofisica del senso del gusto) di David Pauli Hänig dell'Università di Lipsia, che riportò piccole differenze nella soglia di percezione dei sapori in differenti regioni della lingua. Le conclusioni dell'articolo vennero prese fuori contesto e riportate in libri e manuali come differenze di percezione invece che minute differenze di soglia. In realtà alcune zone della lingua possono percepire un determinato sapore leggermente prima di altre, ma tutte sono egualmente efficaci nel sentire il sapore totale.
Lo stesso articolo riportava anche un diagramma di come la distribuzione delle papille sulla superficie della lingua formi una "cintura gustativa" (taste belt); un fenomeno già osservato da A. Hoffmann nel 1875. Nonostante l'articolo si limiti ad osservare come la parte centrale del dorso della lingua sia quasi priva di papille e di gemme gustative (e quindi non percepisca alcun sapore) questa mappa è stata successivamente reinterpretata in maniera fantasiosa, forse anche a causa di errori di traduzione, come "mappa del gusto".

## Fisiologia
La percezione di ognuno dei sapori fondamentali è associata ad una particolare via di trasduzione del segnale che schematicamente può essere riportata a due tipologie principali: recettori legati a proteine G, per amaro, dolce e umami, o attraverso canali ionici di membrana per aspro e salato.
Dalla stimolazione della cellula si ottiene un potenziale di recettore che stimola l'ingresso di ioni Calcio nella cellula determinando la liberazione di neurotrasmettitori a livello basale e la genesi di un potenziale d'azione nelle fibre afferenti.

### Conduzione del segnale ai centri superiori
Le fibre afferenti (cioè i neuroni che connettono le cellule recettoriali ai nuclei centrali) sono differentemente sensibili alle varie tipologie di stimoli, cosicché ogni fibra afferente risponde in modo ottimale ad un dato stimolo (per esempio: dolce) ma può essere eccitata anche da altri, seppur con una soglia maggiore. Questa è una caratteristica tipica dei vari sistemi sensoriali. Da qui si capisce che ogni fibra afferente riceve informazioni da varie gemme gustative e che le varie informazioni sono convogliate ai centri superiori dove i neuroni centrali, confrontando le varie stimolazioni, decifrano la sensazione.
Le cellule gustative recettoriali inviano le proprie fibre afferenti a tre nervi cranici: il nervo faciale (VII), il nervo glossofaringeo (IX) e il nervo vago (X). Quelle poste sui due terzi anteriori della lingua formano con le proprie fibre il nervo linguale che decorre lateralmente al muscolo costrittore superiore della faringe per poi portarsi superiormente e posteriormente stando laterale al muscolo pterigoideo interno. Dal linguale le fibre afferenti si portano nella corda del timpano, che risale restando laterale allo pterigoideo interno, questo nervo passa attraverso un proprio canale che attraversa superiormente la cavità timpanica, in stretto rapporto con la membrana timpanica, poi forma un'ansa che lo ricollega al tronco principale del nervo facciale, il quale termina nel ganglio genicolato, dove le fibre afferenti fanno sinapsi. Da qui attraverso il nervo intermedio, che decorre nel meato acustico interno, le fibre afferenti si portano sino al nucleo del tratto solitario, nel ponte. Il nervo glossofaringeo innerva il terzo posteriore della lingua. Le fibre afferenti della sensibilità gustativa decorrono all'interno dei rami linguali del nervo glossofaringeo, i quali infine si riuniscono all'interno del tronco principale di questo nervo, fanno sinapsi nel ganglio petroso (o ganglio inferiore del glossofaringeo) per poi portarsi al nucleo del tratto solitario del bulbo. Infine il vago trasporta la sensibilità gustativa dell'epiglottide e della faringe, le fibre afferenti sinaptano nel ganglio nodoso e poi si portano al nucleo del tratto solitario. Dal nucleo del tratto solitario sono veicolati al talamo, precisamente nel nucleo ventrale posteromediale, quindi alla corteccia gustativa.

## I gusti fondamentali

### Amaro
Le molecole che scatenano la sensibilità al gusto amaro sono quelle che attivano un maggior numero di possibili vie di trasduzione. Una di queste è simile a quella del dolce, per cui la molecola attiva il proprio recettore, questo attiva una proteina G la quale attiva la fosfolipasi C, che converte PIP2 in IP3, questo si lega a canali del Ca2+ attivati da ligando sulle cisterne del reticolo endoplasmatico rugoso determinando la fuoriuscita di Ca2+ nel citoplasma, la depolarizzazione della membrana e la trasmissione sinaptica. Una seconda via comprende l'attivazione del recettore da parte della molecola, l'attivazione di una proteina G che questa volta però attiva una fosfodiesterasi che agisce sui secondi messaggeri ciclici, cioè cAMP e cGMP trasformandoli in 5'-AMP e 5'-GMP. La diminuzione della concentrazione di secondi messaggeri all'interno della cellula chiude i canali ionici regolati da ligando (in questo caso da cAMP e cGMP) determinando una depolarizzazione del potenziale di membrana, che attiva i canali del Ca2+ voltaggio-dipendenti e scatena la trasmissione sinaptica. Infine, quale terza possibilità, queste molecole agiscono come lo ione H+ nell'acido bloccando alcuni canali del K+ regolati da ligando, depolarizzando la cellula e aprendo i canali del Ca2+ voltaggio-dipendenti.

### Acido
La sensibilità gustativa all'acido è data dalla presenza di ioni H+. Gli ioni H+ depolarizzano la membrana entrando nella cellula attraverso canali del Na+ permeabili anche a questo ione, che è spinto sia da un gradiente elettrico che da un gradiente di concentrazione. In alternativa, gli ioni H+ bloccano la fuoriuscita fisiologica di ioni K+ che avviene in condizioni di riposo da canali del K+, facendo restare questi ioni nel citoplasma e quindi depolarizzando il potenziale di membrana. La depolarizzazione apre canali del Ca2+ voltaggio dipendenti che fanno affluire questo ione nel citoplasma, scatenando la trasmissione sinaptica.

### Dolce
Le molecole dolci, per esempio gli zuccheri, si legano ad un recettore specifico di membrana, attivandolo. Tale recettore è accoppiato ad una speciale proteina G detta gustoducina, che viene attivata, perde affinità con il GDP legato sulla sua subunità α e lega invece GTP. La gusducina attiva l'adenilato ciclasi che amplifica la risposta generando il secondo messaggero cAMP da ATP. Il cAMP si lega alla proteina chinasi A (PKA) che a sua volta fosforila alcuni canali del K+, chiudendoli, facendo quindi permanere K+ nel citoplasma e depolarizzando la cellula. La depolarizzazione conseguente attiva canali del Ca2+ voltaggio dipendenti che scatenano la trasmissione sinaptica. La proteina G accoppiata al recettore del dolce può però attivare invece che l'adenilato ciclasi la fosfolipasi C, un enzima che converte il lipide di membrana PIP2 in IP3, il quale a sua volta si lega a canali del Ca2+ del reticolo endoplasmatico rugoso provocando l'afflusso di Ca2+ dalle cisterne del RER al citoplasma e depolarizzando la cellula, scatenando nel contempo la trasmissione sinaptica.

### Salato
La molecola che funge da stimolo gustativo si lega a canali del Na+ regolati da ligando, aprendoli. L'apertura di questi canali fa affluire il Na+ all'interno della cellula spinto da un doppio gradiente, poiché esso risulta più concentrato nello spazio extracellulare che nel citoplasma e perché il gradiente elettrico è favorevole, essendo il potenziale di riposo della cellula negativo, dunque ioni carichi positivamente sono attirati dalle cariche negative interne. L'afflusso di ioni Na+ provoca la depolarizzazione della membrana plasmatica che a sua volta apre canali del Ca2+ voltaggio-dipendenti che fanno affluire Ca2+ all'interno della cellula per le stesse ragioni del Na+. Ciò porta alla liberazione ed alla fusione delle vescicole sinaptiche del terminale presinaptico con la sua stessa membrana, liberando i neurotrasmettitori nella fessura sinaptica e dando quindi inizio ad una trasmissione sinaptica attraverso fibre gustative afferenti. Alcuni sali non attivano i canali del Na+ regolati da ligando ma canali del K+. In questo caso il gradiente elettrico del K+ vince sul gradiente di concentrazione, così esso entra nella cellula depolarizzandola.

### Umami
L'umami viene percepito dalle molecole mGluR4 e mGluR1; viene stimolato dall'amminoacido L-glutammato e da taluni ribonucleotide, quali la guanosina monofosfato e l'inosina monofosfato.

### Kokumi
Annoverato come potenziale sesto gusto, il kokumi viene generato dal legame di particolari sostanze, principalmente derivate dalla cisteina, con i recettori sensibili al calcio (CaSR).

### Grasso
Secondo recenti studi non ancora confermati, esisterebbe un settimo gusto: i ricercatori della Washington University School of Medicine avrebbero identificato delle papille gustative per il grasso regolate dal gene CD36.

## Aspetti commerciali e produttivi
Il problema del gusto è uno degli aspetti della preparazione dei farmaci somministrati per via orale.
La conoscenza della chimica e dei meccanismi del gusto consente oggi di produrre molti alimenti che imitano il sapore di alimenti costosi o di difficile reperimento, e sono alla fonte dell'industria molto fiorente degli aromi artificiali.